# Jiřina Štěpničková
Jiřina Štěpničková (n. 3 aprilie 1912, Praga, Austro-Ungaria – d. 5 septembrie 1985, Praga, Cehoslovacia) a fost o actriță cehă.  A fost artist emerit al Cehoslovaciei în 1968 și laureată a Premiului Național al Cehoslovaciei în 1940 pentru rolul principal titular din filmul Muzician Liduška.
Ea a petrecut 10 ani în închisoare după o tentativă de a trece ilegal granița.

## Viață
Jiřina Julie Štěpničková s-a născut la 3 aprilie 1912 la Praga. A început să joace la vârsta de 16 ani când profesorul ei de liceu Jindřich Honzl⁠(d) a adus-o la Teatrul Liber (Osvobozené divadlo). În 1930 ea juca deja la Teatrul Național din Praga. Din 1936 până în 1951 a jucat la Teatrul Vinohrady. În anii 1930 și 1940, a fost actriță distribuită în roluri principale în mai multe filme cehoslovace.

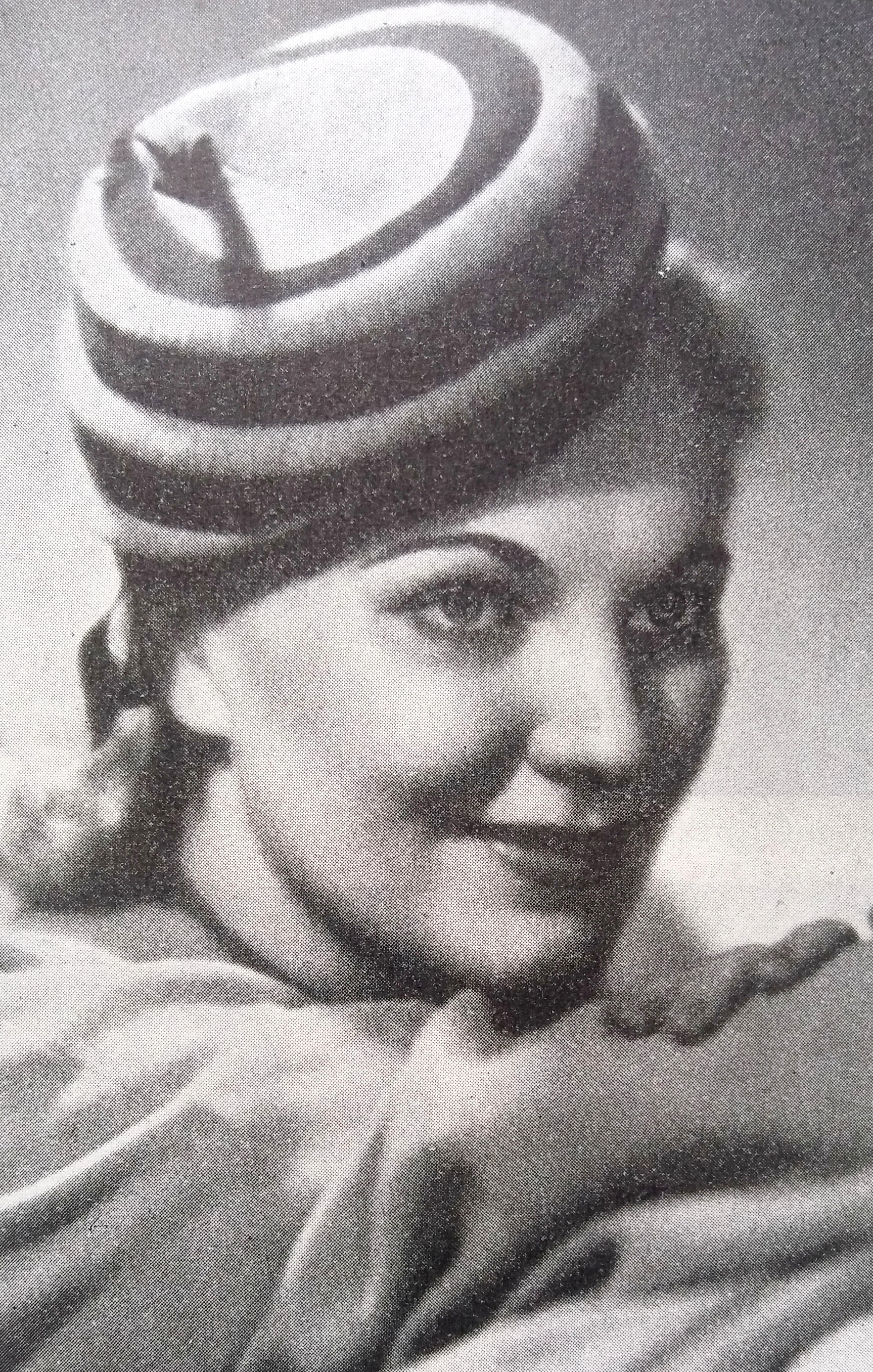
Jiřina Štěpničková înainte de 1941

În 1951, ea a decis să emigreze după ce a primit o scrisoare de la František Čáp care o invita în Germania de Vest. Cu toate acestea, scrisoarea a fost o capcană plantată de serviciile secrete. Ea a fost arestată și condamnată la 15 ani de închisoare. Fiul ei a fost trimis la o casă de copii. În 1954, sora ei a cerut președintelui republicii Antonín Zápotocký grațierea prezidențială. Colegii ei, actorii Martin Frič, Jiří Trnka⁠(d), Ladislav Pešek⁠(d), Jaroslav Průcha⁠(d), František Salzer⁠(d), Jaroslav Marvan⁠(d), Bohuš Záhorský⁠(d), Zdeněk Štěpánek⁠(d), Karel Höger⁠(d) sau Vlasta Fabianová, au cerut guvernului să o elibereze. O altă cerere a fost depusă în 1956 de Jaroslav Vojta⁠(d). În cele din urmă, pedeapsa ei a fost redusă de la 15 ani la 10 ani și a fost eliberată în 1961.
După eliberare, a continuat să joace în cinematografie și a apărut în roluri secundare în filme. A fost complet reabilitată de guvern în 1969. În 1970 a apărut în filmul Vânătoarea de vrăjitoare regizat de Otakar Vávra.
Ladislav Pešek⁠(d) a spus despre Jiřina că „A fost grațioasă și a captivat publicul cu naturalețea ei tinerească și chipul interesant. Era tânără și știa să-și tragă forța din tinerețe. În timpul liber s-a dedicat studiului cântecului, dansului și limbilor străine. Ea a făcut sport cu entuziasm. Era ambițioasă și știa exact ce vrea.”
Ea a murit de cancer la 5 septembrie 1985 la Praga. Este înmormântată la Cimitirul Olšany. În toamna anului 2022, familia a anunțat schimbarea locului de înmormântare în Slavín.
Fiul ei este actorul Jiří Štěpnička⁠(d).
Este interpretată de Zuzana Stivínová într-un film de televiziune biografic din 2019 despre viața ei, Capcana (Past). 

## Filmografie
- 1935 Jedenácté přikázání⁠(d) – rol: Emma Voborská
- 1937 Kříž u potoka – rol: Eva Potocká
- 1931 Muži v offsidu⁠(d) – rol: Emilka
- 1931 Miláček pluku – rol: Anči
- 1932 Extase⁠(d) – rol: hlas Evy
- 1934 Hrdinný kapitán Korkorán⁠(d) – Irena
- 1934 Tatranská romance – Anuška, kovářova schovanka
- 1934 Za ranních červánků – Madlenka
- 1935 Maryša – Maryša
- 1936 Velbloud uchem jehly – Zuzka
- 1936 Páter Vojtěch – Frantina
- 1936 Vojnarka – Madlena Vojnarová
- 1937 Lidé pod horami – Tereza
- 1938 Boží mlýny – Nana
- 1938 Co se šeptá – Helena Horáková
- 1938 Lidé pod horami
- 1938 Včera neděle byla – Anežka
- 1939 Mořská panna – Klára
- 1939 Muž z neznáma⁠(d) – Helena
- 1939 Teď zas my – vychovatelka Amálka
- 1940 Babička – Viktorka
- 1940  Muzikantská Liduška – Liduška
- 1941 Preludium – Magda
- 1941 Jan Cimbura – Marjánka
- 1942 Barbora Hlavsová⁠(d) – Klára Hlavsová
- 1942 Kníže Václav (nedokončený film) – kněžna Ludmila
- 1943 Tanečnice – Marie
- 1943 Šťastnou cestu – Anna Waltrová
- 1944 Počestné paní pardubické⁠(d) – Rosina, katova žena
- 1944 Děvčica z Beskyd – Heva
- 1944 Sobota – Karla
- 1947 Varúj...!⁠(d) – Eva
- 1948 Léto – Valča Peroutová
- 1951 Slepice a kostelník – Tereza
- 1961 Kohout plaší smrt⁠(d) – Nejdková
- 1962 Transport z ráje⁠(d) – Feinerová
- 1962 Neschovávejte se, když prší – hostinská
- 1965 Zločin v dívčí škole – Kotětová
- 1966 Oameni în rulotă – Lidé z maringotek – Žanda Venclová
- 1969 Vânătoarea de vrăjitoare – Kladivo na čarodějnice – Dorota Groerová
- 1969 Skřivánci na niti⁠(d) – Pavlova matka
- 1969 Hvězda – Slávka
- 1970 Pěnička a Paraplíčko – bytná
- 1970 Muž, který rozdával smích (documentar)
- 1977 Všichni proti všem – Rakovcová
- 1981 Konečná stanice – Sametka
- 1984 Komediant – Barbora